# Михайлов, Владимир Петрович (дипломат)
Владимир Петрович Михайлов (род. 7 октября 1951) — советский и российский дипломат. Чрезвычайный и полномочный посланник 1 класса (2010).

## Биография
Родился 7 октября 1951 года.
В 1974 году окончил Московский государственный институт международных отношений (МГИМО) МИД СССР.
С 1974 года на дипломатической службе. В 1974—1977 годах и в 1980—1986 годах — дежурный референт, атташе, третий секретарь Посольства СССР в Эфиопии,
В 1991 году окончил Дипломатическую академию МИД.
В 1991—1994 годах — советник Департамента Северной Америки МИД России. В 1994—1997 годах — советник Посольства Российской Федерации в Греческой Республике. В 2002—2005 годах — генеральный консул Российской Федерации в Карачи, Пакистан. С августа 2005 года — заместитель директора Второго департамента Азии МИД России.
С 27 августа 2008 по 24 августа 2012 года — чрезвычайный и полномочный посол Российской Федерации в Демократической Социалистической Республике Шри-Ланка и в Мальдивской Республике по совместительству. С февраля 2014 года — заместитель начальника Управления международных связей Аппарата Совета Федерации Федерального Собрания Российской Федерации.

## Дипломатический ранг
- Чрезвычайный и полномочный посланник 2 класса (5 марта 2005)[4].
- Чрезвычайный и полномочный посланник 1 класса (9 февраля 2010)[5].

## Владение иностранными языками
Владеет амхарским, английским и греческим языками.